# Veerle Stassijns
Veerle Stassijns (Ninove, 26 augustus 1952) is een Belgisch Vlaams-nationalistisch politica voor N-VA.

## Levensloop
Stassijns studeerde af als licentiaat in de farmaceutische wetenschappen aan de Universiteit Gent en vestigde zich als apotheker in Roosdaal.
Ze werd politiek actief voor de lokale partij ONS Roosdaal en werd voor deze partij in 2006 verkozen tot gemeenteraadslid van Roosdaal, wat ze bleef tot in 2018. In 2009 sloot ze zich aan bij de N-VA.
In juli 2013 volgde ze Danny Pieters op als rechtstreeks gekozen senator in de Senaat, een mandaat dat ze vervulde tot aan de wetgevende verkiezingen van 25 mei 2014. Als senator was Stassijns lid van de commissie Sociale Aangelegenheden. Bij de verkiezingen van 2014 stelde ze zich geen kandidaat.